# Gualter
Gualter és una vila i capitalitat de l'extens municipi de la Baronia de Rialb, al Segre Mitjà. Amb uns cent habitants censats és el poble més habitat del terme. El poble és a l'extrem sud del municipi i a la dreta del Segre, a un parell de quilòmetres de Ponts tot seguint la carretera comarcal C-1412b que va en direcció a Folquer i que segueix fins al Pallars Jussà. El pont que travessa el canal i el riu Segre, dit de Gualter, comunica el municipi de Ponts amb el de la Baronia de Rialb.
Gualter forma uns carrerons (Carrer Major, Carrer de Dalt, Carrer de les Eres...) de cases velles amb algunes de modernes on es va construir, després de la guerra civil de 1936-39, una església dedicada al Sagrat Cor de Jesús, que ara és la nova església parroquial de Santa Maria. Juntament amb l'església hi ha un local social i una plaça amb una petita zona de jocs per la mainada. El centre neuràlgic de la vila ve a ésser la Plaça Nova, on se celebren els balls de Festa Major o el dinar del Ranxo, entre d'altres.

## Història

### Fundació de la vila
La vila de Gualter és de construcció tardana i no hi ha notícies que hi hagués cap castell, però hi podia haver hagut una torre de guaita de protecció de camins. La casa que pot anomenar-se senyorial, amb trets de castell és ca Sastressó; els seus habitants havien estat els batlles, que en el llogaret era el mateix castlà. Des de finals de l'edat mitjana al peu d'aquesta casa senyorial i el seu primer nucli urbanitzat s'hi anà construint el carrer que forma el principal indret urbanitzat del municipi. Al centre del poble actual, que algun temps seria l'extrem meridional de la vila, s'hi edificà la capella de Santes Espines, del segle xvi, segurament.

### El terme i el Priorat de Gualter
El lloc de Gualter fou cedit al monestir de Ripoll pel comte Guifre el Pilós, que hauria ocupat el lloc abans del 890. El 1079 era propietari del lloc el comte Ermengol IV d'Urgell. El mateix comte, per ajudar a l'aixecament del nou monestir, va cedir a l'abat de Ripoll la meitat de les primícies dels pobles que havia acabat de conquerir als àrabs i dels que guanyés en endavant dins el pla de Mascançà, a partir de la serra d'Almenar.

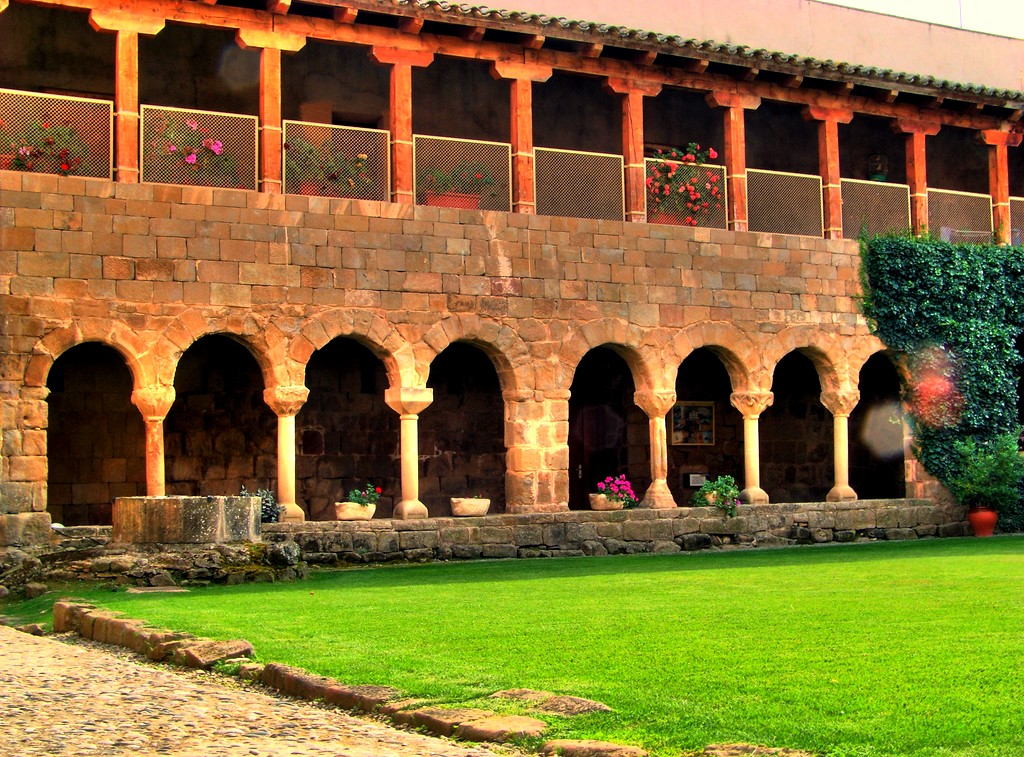
Claustre del Monestir de Santa Maria

Els primers intents seriosos d'erecció del monestir es feren a partir de 1118, quan es va crear una confraria de clergues i laics per a aixecar el monestir, que era llest el 1207. Els comtes d'Urgell, en especial Ermengol VIII, continuaren afavorint el monestir, que tenia un bon patrimoni. Malgrat tot, mai no va passar de ser un petit priorat, que comptava només amb un prior, quatre monjos i alguns preveres beneficiats.

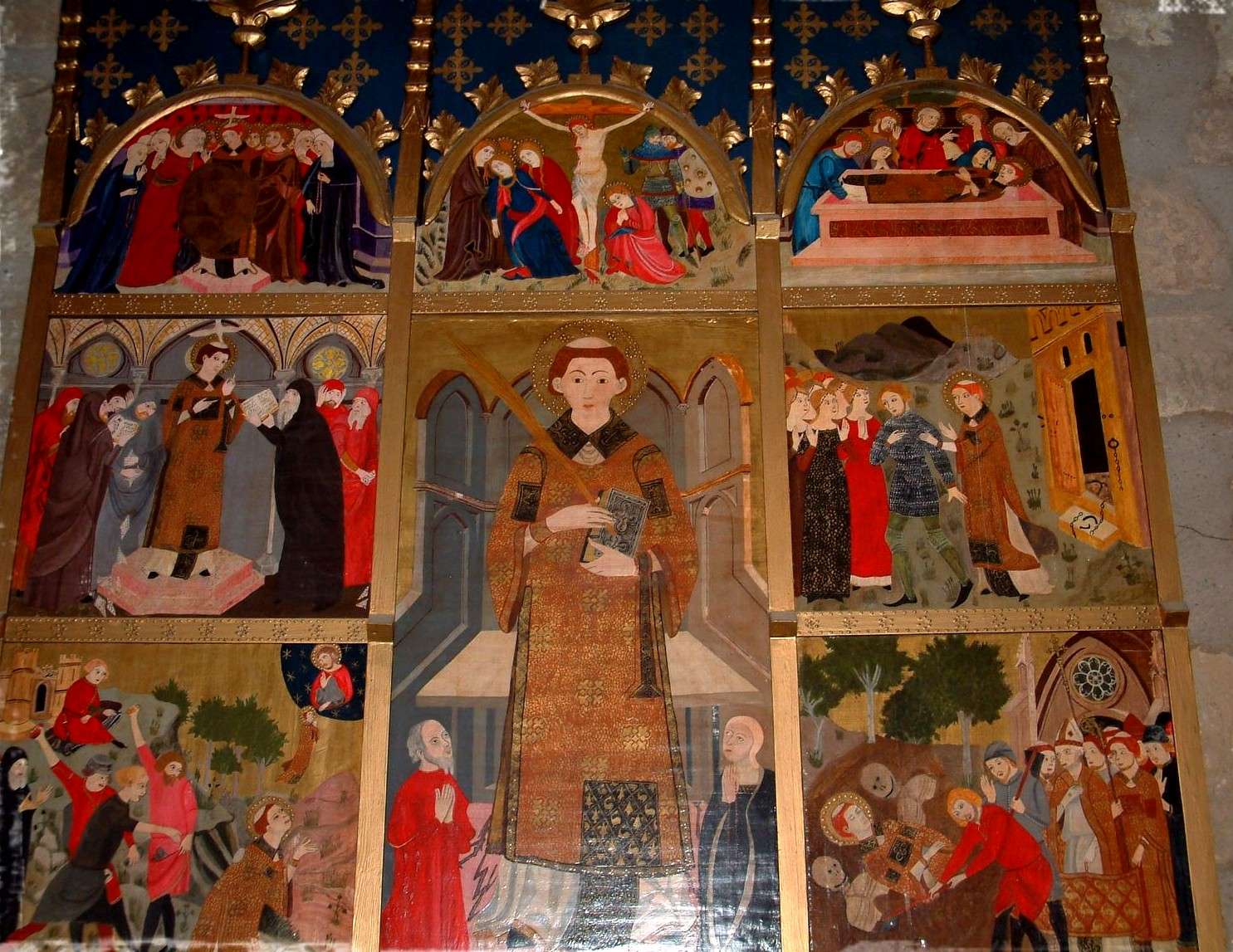
Còpia del retaule italo-gòtic de Sant Esteve de Gualter, l'original es troba al MNAC

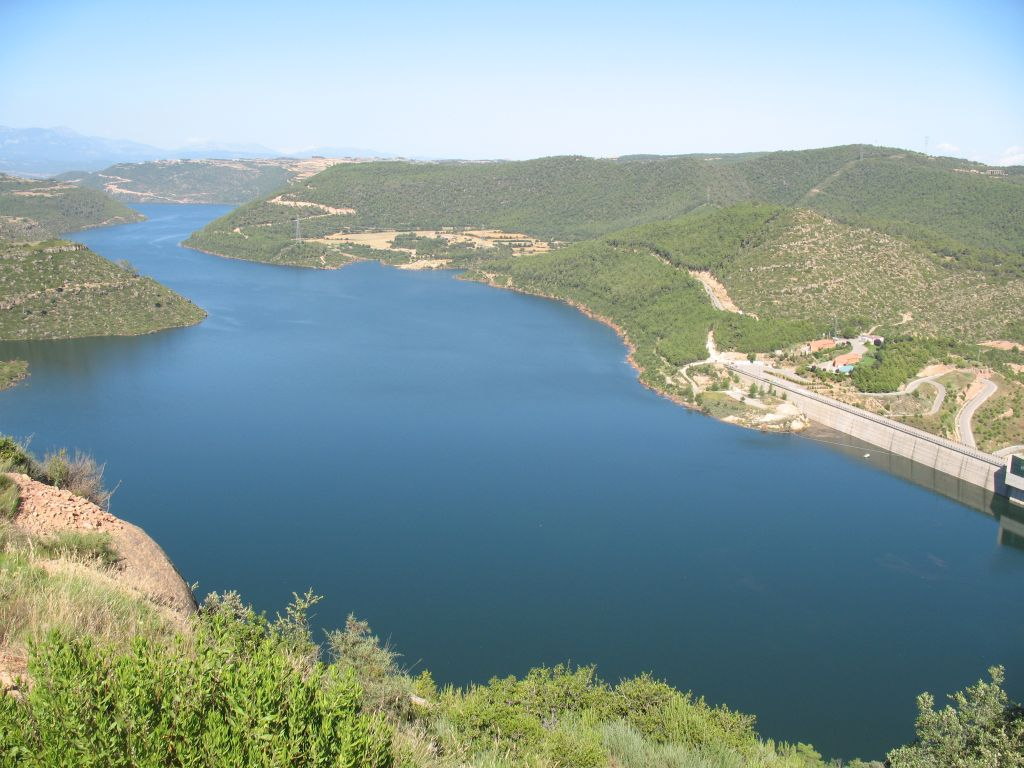
Panoràmica del Pantà de Rialb

La vida monàstica va decaure molt al segle XV i el papa Climent VIII el va suprimir totalment el 1593 a fi de dotar amb les seves rendes el capítol de Solsona. En endavant fou una simple església parroquial.
El lloc que durant molt de temps es trobà en lamentable ruïna, ha estat rehabilitat, i tot i que va ésser afectat profundament després d'una explosió, encara deixa veure la grandesa i la bellesa de la gran església, iniciada després del 1118 i consagrada el 1207.
Fou municipi independent fins a mitjan segle xix quan es va integrar a la Baronia de Rialb.
Als anys seixanta i setanta del segle xx, el poble era força conegut per una discoteca i sala de festes molt freqüentada per la gent de la zona, anomenada Gualter Club.

## Serveis i benestar
Els habitants de Gualter, igual que a la resta del municipi, depenen en gairebé la seva totalitat dels serveis bàsics que ofereix la vila de Ponts: centres d'educació primària i secundària, Centre d'Atenció Primària, etc.

## Llocs d'interès
- Pantà de Rialb
- Monestir de Santa Maria de Gualter. Construcció d'estil a cavall del romànic i de l'ogival, consagrada l'any 1207 i on es reté vida monacal durant diversos segles. Fou monestir benedictí. Actualment, part de les seves dependències són la seu de l'Ajuntament i de l'oficina de turisme de La Baronia. També es fan visites guiades pel total del recinte.
- Església del Sagrat Cor i de Santa Maria (s. xx).
- Local social i actual Restaurant Rialb.

## Festes locals
- Festes del Ranxo: el Dimarts de Carnaval es fa un gran dinar de germanor amb aquesta típica escudella catalana.
- Festa del Roser de la cirera: el primer diumenge de juny.
- Trobada Cultural al Monestir: el penúltim dissabte de juliol.
- Festa Major: el primer diumenge d'octubre.